# Liste der geschützten Landschaftsbestandteile in Nürnberg
In Nürnberg gibt es 39 ausgewiesene geschützte Landschaftsbestandteile. 
| Waldfläche Irrgarten bei Großgründlach und Bäume westlich Mühlweiher            | BW | 1.01  | Nürnberg Waldbiotop    | ⊙   |  |  |
| Eingangsallee südlich des Irrhaines, östlich Kraftshof                          |    | 1.02  | Nürnberg Waldbiotop    | ⊙   |  |  |
| Boxwald südwestlich von Boxdorf                                                 | BW | 1.03  | Nürnberg Waldbiotop    | ⊙   |  |  |
| Kiefernwald westlich Boxdorf und Wald am Spund nördlich Boxdorf                 | BW | 1.04  | Nürnberg Waldbiotop    | ⊙   |  |  |
| Laubwald südwestlich Neunhof                                                    | BW | 1.05  | Nürnberg Waldbiotop    | ⊙   |  |  |
| Laubwald beim Kressensteiner Schlößchen westlich Kraftshof                      | BW | 1.06  | Nürnberg Waldbiotop    | ⊙   |  |  |
| Kiefernwald Eichenwaldstraße, Stadenstraße vor Kleingarten                      | BW | 1.12  | Nürnberg Waldbiotop    | ⊙   |  |  |
| Birkenvorwald westlich Bahnhof Eibach                                           | BW | 1.16  | Nürnberg Waldbiotop    | ⊙   |  |  |
| Eichenwald südwestlich Forstweiher und nördlich Hinterhofstraße                 | BW | 1.19  | Nürnberg Waldbiotop    | ⊙   |  |  |
| Wald und Ufervegetation beim Langwassergraben Volkspark Dutzendteich            |    | 1.20  | Nürnberg Waldbiotop    | ⊙   |  |  |
| Hecke westlicher Ortsausgang Großgründlach                                      | BW | 2.01  | Nürnberg Heckenbiotop  | ⊙   |  |  |
| Hecke nördlicher Ortsausgang Boxdorf                                            |    | 2.02  | Nürnberg Heckenbiotop  | ??? |  |  |
| Hecke am Bahndamm westl.d.neuen Israelitischen Friedhof                         | BW | 2.04  | Nürnberg Heckenbiotop  | ⊙   |  |  |
| Alteichen mit Gebüsch nördlich Krottenbach                                      | BW | 2.07  | Nürnberg Heckenbiotop  | ⊙   |  |  |
| Hecke westlich Krottenbach                                                      | BW | 2.08  | Nürnberg Heckenbiotop  | ⊙   |  |  |
| Hecke bei Katzwang östlich Main-Donau-Kanal                                     | BW | 2.11  | Nürnberg Heckenbiotop  | ⊙   |  |  |
| Hecke südlich Ortsausgang Worzeldorf                                            | BW | 2.12  | Nürnberg Heckenbiotop  | ⊙   |  |  |
| Großseggenried westlich Großgründlach                                           | BW | 3.01  | Nürnberg Feuchtbiotop  | ⊙   |  |  |
| Röhricht- und Schwimmblattgesellschaften bei Kleingründlach                     | BW | 3.02  | Nürnberg Feuchtbiotop  | ⊙   |  |  |
| Kiefernwald östlich ehemaligen Galgensee bei Großgründlach                      | BW | 3.03  | Nürnberg Waldbiotop    | ⊙   |  |  |
| Amphibienbiotop und Wäldchen östlich von Großgründlach                          | BW | 3.03a | Nürnberg Feuchtbiotop  | ⊙   |  |  |
| Bäume am Kothbrunngraben östlich der Erlanger Straße                            | BW | 3.05  | Nürnberg Feuchtbiotop  | ⊙   |  |  |
| Röhricht- und Schwimmblattgesellschaften Weiherkette Schmalau                   | BW | 3.06  | Nürnberg Feuchtbiotop  | ⊙   |  |  |
| Bäume am Bucher Landgraben westlich der Erlanger Straße                         | BW | 3.07  | Nürnberg Feuchtbiotop  | ⊙   |  |  |
| Ufervegetation am Silbersee, Flachweiher und Nummernweiher                      |    | 3.17  | Nürnberg Feuchtbiotop  | ⊙   |  |  |
| Gehölzsaum am Langwassergraben südwestlich der Gleiwitzer Straße                | BW | 3.18  | Nürnberg Feuchtbiotop  | ⊙   |  |  |
| Gehölzsaum am Eichenwaldgraben östlich Reichelsdorfer Friedhof                  | BW | 3.23  | Nürnberg Feuchtbiotop  | ⊙   |  |  |
| Gehölzsaum am Gaulnhofer Graben östlich der Kemptener Straße                    | BW | 3.30  | Nürnberg Feuchtbiotop  | ⊙   |  |  |
| Feuchtwiese und Röhricht südwestlich Erlenbruchwald am Flughafen                | BW | 3.36  | Nürnberg Feuchtbiotop  | ⊙   |  |  |
| Feuchtwiese und Ruderalvegetation nördlich Rastplatz Frankenschnellweg Kleingr. | BW | 4.01  | Nürnberg Feuchtbiotop  | ⊙   |  |  |
| Vernässungszone Eibach zwischen Bahnlinie und Frankenschnellweg                 | BW | 4.04  | Nürnberg Feuchtbiotop  | ⊙   |  |  |
| Röhricht am Tümpel westlich Kornburg                                            | BW | 4.07  | Nürnberg Feuchtbiotop  | ⊙   |  |  |
| Gehölzsaum und Wiesen entlang Gründlach und Mühlbach                            | BW | 4.08  | Nürnberg Feuchtbiotop  | ⊙   |  |  |
| Silbergrasflur im Nordosten des Marienbergparkes                                | BW | 5.01  | Nürnberg Trockenbiotop | ⊙   |  |  |
| Sandgrasheide an der Kemptener Straße                                           | BW | 5.03  | Nürnberg Trockenbiotop | ⊙   |  |  |
| Sandgrasheide südlich von Kornburg                                              | BW | 5.06  | Nürnberg Trockenbiotop | ⊙   |  |  |
| Silbergrasflur im Bereich Gleisanlagen an der Marthastraße                      | BW | 5.07  | Nürnberg Trockenbiotop | ⊙   |  |  |
| Zwei Eichenhaine in Herrenhütte beim ehemaligen Forstamt                        | BW | 6.01  | Nürnberg Waldbiotop    | ⊙   |  |  |
| Ruderalfluren auf Lärmschutzwällen Otto-Bärnreuther-Straße                      | BW | 6.03  | Nürnberg Trockenbiotop | ⊙   |  |  |
| Legende für Geschützter Landschaftsbestandteil                                  |    |       |                        |     |  |  |